# Монтерико (Верона)
Монтерико је насеље у Италији у округу Верона, региону Венето.
Према процени из 2011. у насељу је живело 734 становника. Насеље се налази на надморској висини од 260 м.